# 도네 료스케
도네 료스케(일본어: 刀根 亮輔, 1991년 10월 29일 ~ )는 일본의 축구 선수이다.

## 구단 경력
그는 2010년부터 202년까지 J리그의 오이타 트리니타, 도쿄 베르디, 나고야 그램퍼스, V-파렌 나가사키, 기라반츠 기타큐슈에서 활동하였다.